# Leonberg
Leonberg – miasto w Niemczech, w kraju związkowym Badenia-Wirtembergia, w rejencji Stuttgart, w regionie Stuttgart, w powiecie Böblingen. Leży ok. 14 km na północ od Böblingen, przy połączeniu autostrad A8 i A81 oraz drodze krajowej B295.
W mieście znajdują się stacja kolejowa Leonberg i przystanek kolejowy Höfingen. Urodził się tu niemiecki filozof Friedrich Wilhelm Joseph von Schelling.

## Historia
Pierwsze ślady osadnictwa w tym miejscu pochodzą z dzielnicy Eltingen, z rejonu wzgórza Wasserbach i stacji kolejowej Rutesheim, istniejąca tu osada znana była jako Kolonie Silberberg. W 1248 lub 1249 roku hrabia Ulryk I ulokował miasto Levinberch na obszarze między wsiami Eltingen i Dilgshausen. Mieszkańców sprowadzono z okolicznych wsi, co doprowadziło Dilgshausen do wyludnienia. W 1470 roku miasto wraz z przedmieściami liczyło ok. 900 mieszkańców i 208 gospodarstw domowych. Około 1480 roku powstał budynek Starego Ratusza (niem. Altes Rathaus). W 1498 46 domów zostało zniszczonych wskutek pożaru, a ok. 200 osób straciło dach nad głową. W 1534 do Leonbergu dotarła reformacja, rozwiązano działające tu dotychczas klasztory franciszkanów i beginek. W latach 1560–1565 wybudowano zamek na rozkaz księcia Krzysztofa Wirtemberskiego. W 1635 roku 635 mieszkańców miasta (około połowa ludności) straciła życie podczas epidemii. W 1703 roku Leonberg zamieszkiwało 1076 osób. W 1895 pożar zniszczył 54 budynki mieszkalne i 16 stodół, pięć lat później mieszkały tu 2524 osoby. W 1927 miasto liczyło już cztery zakłady przemysłowe i 3300 mieszkańców. W latach 1935–1938 wybudowano tu pierwszy w Niemczech tunel autostradowy, znany jako Engelbergtunnel. W 1938 w granice Leonbergu włączono wieś Eltingen, a liczba mieszkańców wzrosła do około 8 tysięcy. Znaczący rozwój miasta rozpoczął się po II wojnie światowej – w 1950 mieszkało tu 12 430 mieszkańców, w 1963 – 20 tysięcy, a po włączeniu w jego granice Gebersheimu, Höfingen i Warmbronn w 1975 ludność wzrosła do 36 tysięcy. W 1973 otwarto tu centrum handlowe LEO-Center.

## Współpraca
Miejscowości partnerskie:
- Bad Lobenstein, Turyngia
- Belfort, Francja
- Neukölln, Berlin
- Rovinj, Chorwacja

## Galeria

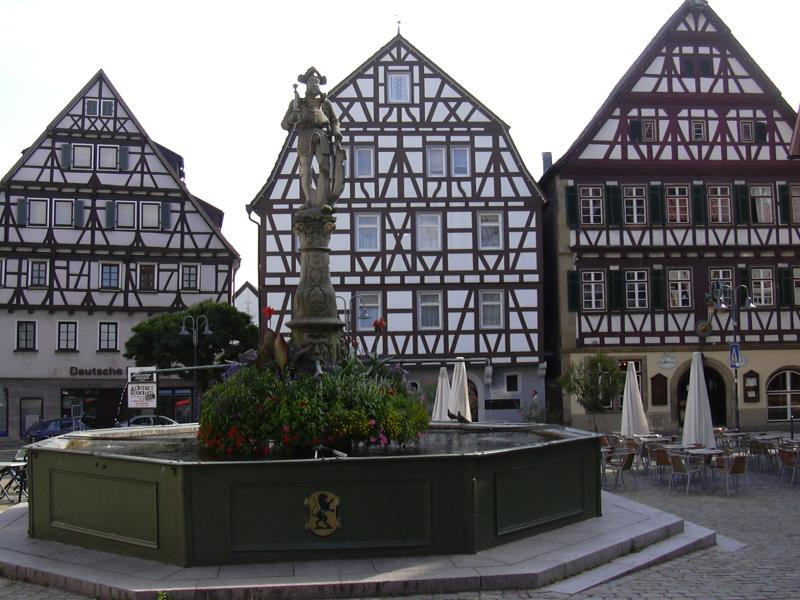
Rynek
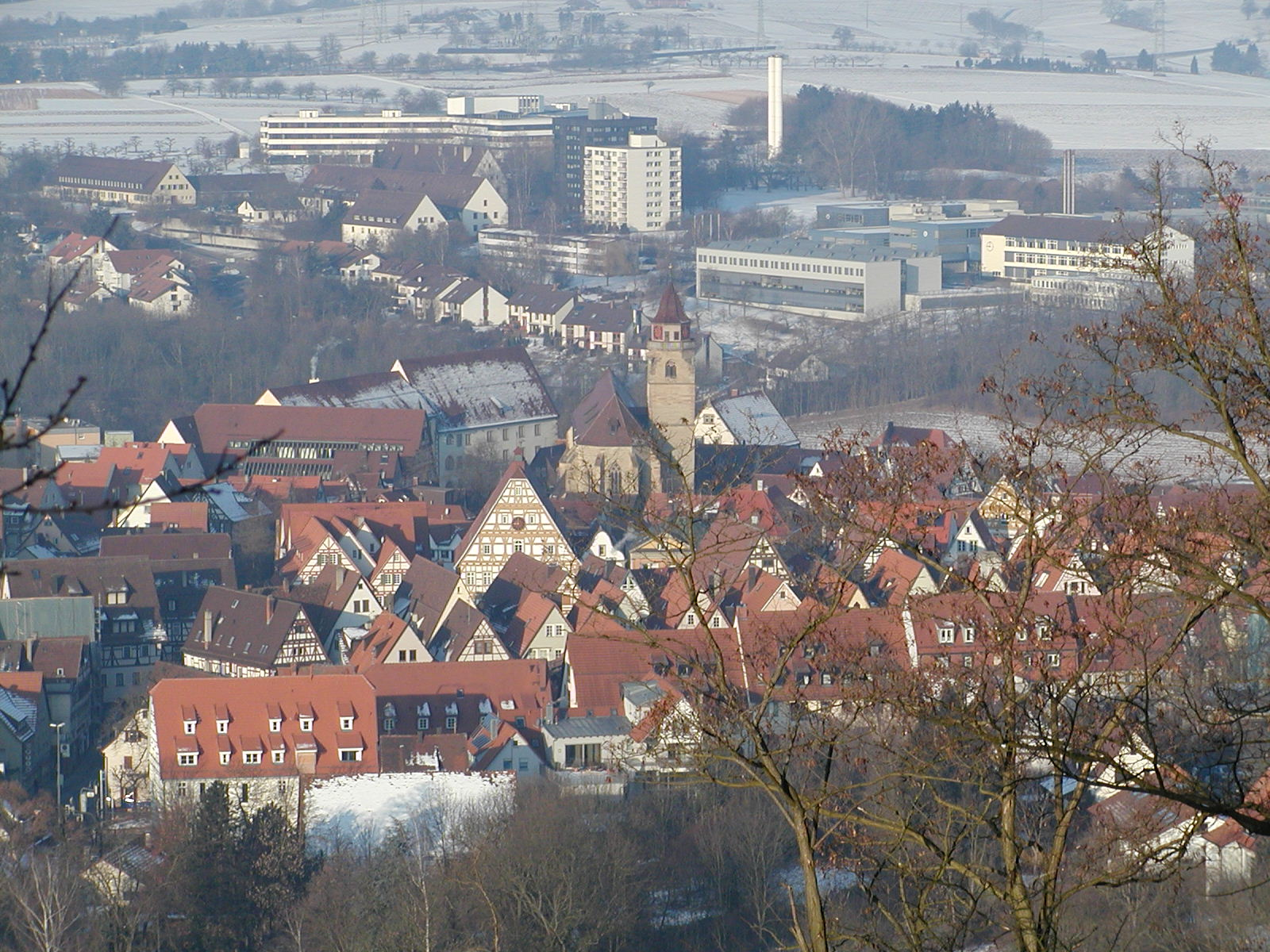
Stare Miasto
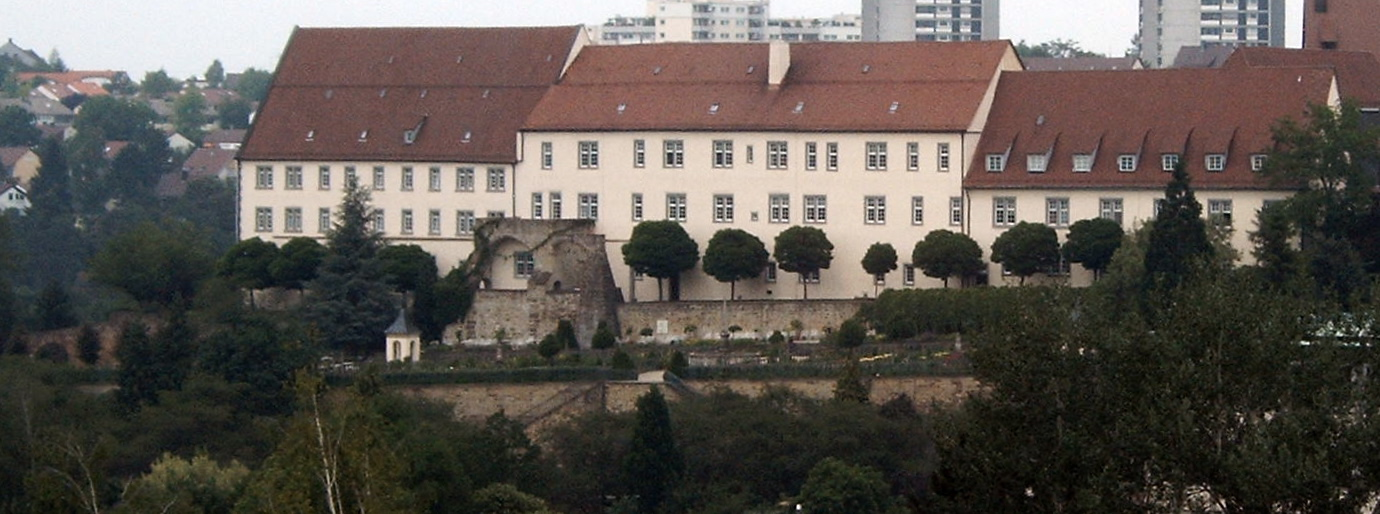
Zamek i pomarańczarnia